# Жеребчевский, Макс Соломонович
Ма́кс Соломо́нович Жеребче́вский (род. 30 августа 1932, Москва) — советский художник, художник-мультипликатор, художник-постановщик.

## Биография
Отец был строителем; мать, уроженка Лодзи — пианисткой. В 1958 году окончил московскую среднюю художественную школу при Академии художеств СССР, в 1961 году — мультипликационное отделение ВГИКа.
В 1961—1979 годах — художник-постановщик на киностудии «Союзмультфильм», затем — на «Мульттелефильме».
В качестве художника-постановщика Макс Жеребчевский работал главным образом над рисованными фильмами, с режиссёрами П. Н. Носовым, В. Б. Ливановым, И. А. Ковалевской, Н. Е. Головановой. Среди наиболее известных мультфильмов, в создании которых он принимал участие, — «Дикие лебеди», «Рикки-Тикки-Тави», «Бременские музыканты», «По следам бременских музыкантов», «Синяя птица», мультсериал «Незнайка в Солнечном городе». В 1975 году как режиссёр, сценарист и художник-постановщик снял мультипликационный фильм «Мимолётности» — фантазию на музыкальные темы одноимённого сборника фортепианных миниатюр Сергея Прокофьева.
Кроме того, он рисовал диафильмы для московской студии «Диафильм», оформлял интерьеры, витрины, иллюстрировал книги, сотрудничал с журналами «Знание — сила», «Техника — молодёжи».
С 1981 года — в Израиле, живёт в Иерусалиме и сменил имя на Моше Ариэль.

## Фильмография

### Художник-постановщик
- 1962 — Дикие лебеди (с Натаном Лернером)
- 1963 — Ку-ка-ре-ку!
- 1964 — Ситцевая улица
- 1965 — Рикки-Тикки-Тави
- 1965 — Светлячок № 6
- 1966 — Самый, самый, самый, самый
- 1966 — Чудесный источник (по заказу Росторгрекламы)[5]
- 1967 — Четверо с одного двора
- 1968 — Дорожное происшествие
- 1969 — Бременские музыканты
- 1970 — Синяя птица
- 1971 — Слово о хлебе
- 1972 — Фаэтон — сын Солнца
- 1973 — По следам бременских музыкантов
- 1975 — Лиса и медведь
- 1975 — Мимолётности
- 1976—1977 — Незнайка в Солнечном городе (серии 1—10)
- 1977 — Жихарка
- 1978 — Пойга и лиса
- 1979 — Огневушка-поскакушка
- 1980 — Ночь рождения

### Режиссёр
- 1975 — Мимолётности (по музыке Сергея Прокофьева)

### Диафильмы
- Самый, самый, самый, самый (1967)
- Подарите крокодила (1972)
- Дракон и Геркулесовая Каша (1973)
- Почему рыбы молчат (1974)
- Рисунок на камне (1974)
- Фаэтон — сын Солнца (1975)
- Хитрые старушки (1975)
- Тошка на Луне (1976)
- Дырки в сыре (1976)